# Dipelicus bicarinatus
Dipelicus bicarinatus är en skalbaggsart som beskrevs av Silvestre 2006. Dipelicus bicarinatus ingår i släktet Dipelicus och familjen Dynastidae. Inga underarter finns listade i Catalogue of Life.